# Harry Harrison
Pour les articles homonymes, voir Harrison.
Ne doit pas être confondu avec Harlan Ellison.
Œuvres principales
- Soleil vert

Harry Harrison, né Henry Maxwell Dempsey le 12 mars 1925 à Stamford dans le Connecticut et mort le 15 août 2012  à Crowborough en Angleterre, est un écrivain américain de science-fiction surtout connu pour son personnage romanesque Ratinox (The Stainless Steel Rat) et son roman Soleil vert (1966) dont l'intrigue servit de base au scénario du film Soleil vert (Soylent Green) de Richard Fleischer en 1973.

## Biographie
Né à Stamford dans le Connecticut, Harrison sert comme artilleur et instructeur d'artillerie dans l'armée des États-Unis durant la Seconde Guerre mondiale. Il vit ensuite dans de nombreux pays étrangers, notamment le Mexique, l'Angleterre, l'Irlande, le Danemark et l'Italie. C'est un fervent défenseur de l'espéranto (cette langue apparaît souvent dans son œuvre, en particulier dans les séries de romans le Rat en acier inox et Le Monde de la mort). Il affirme «l’écrire et le parler presque sans y penser, avec une facilité jamais rencontrée dans aucune autre langue en dehors de sa langue natale, l’anglais». Selon Christopher Priest, il l'a appris pour tromper l’ennui durant son service militaire. Il est président honoraire de l'Association irlandaise d'espéranto et membre honoraire d'Esperanto-USA et de l'Association universelle d'espéranto.
Il se marie avec Joan Merkler en 1954, à New York, mariage qui dure jusqu'à la mort de son épouse, d'un cancer, en 2002. Ils ont eu deux enfants, Todd né en 1955 et Moira née en 1959, à qui est dédiée la nouvelle Make Room, Make Room.
Jusqu'à sa disparition, Harry Harrison a vécu en république d'Irlande tout en conservant un pied-à-terre à Brighton en Angleterre.
Il meurt le 15 août 2012, à l'âge de 87 ans à Crowborough, dans le Sussex de l'Est.

## Carrière
Avant de devenir romancier et éditeur, Harrison commença sa carrière dans le domaine de la science-fiction en travaillant comme dessinateur et scénariste pour  EC Comics, en particulier pour les deux revues Weird Fantasy et Weird Science. Il fit une autre incursion dans le domaine de la BD avec son personnage de Merlo The Magician paru en 1963-1964 dans Boys' World.
Ses premiers récits sont publiés en 1949. Un grand nombre de ses premières nouvelles furent publiées sous le pseudonyme de Wade Kaempfert. Harrisson travailla également pour des magazines pulps, créant pour cette occasion le personnage de Rick Random. Ses plus grands succès sont ses récits de science-fiction, caractérisés par leur humour et leur esprit satirique, tels que le Rat en acier inox ou Bill, le héros galactique qui est une satire du roman de Robert A. Heinlein, Étoiles, garde-à-vous ! (Starship Troopers). Passionné par l'étude du phénomène science-fiction, il a compilé plusieurs anthologies et a également publié en collaboration avec Brian Aldiss un magazine de critique littéraire : SF Horizons.

## Œuvre (partielle)

### Romans
- Soleil vert, 1974 ((en) Make room! make room!, 1966)
- L'Univers captif, Librairie des Champs-Élysées, coll. Le Masque Science-fiction no 81, 1978 ((en) Captive universe, 1969)
- Prométhée en orbite, J'ai lu no 741, 1977 ((en) Skyfall, 1976)
- Le Problème de Turing, Robert Laffont, coll. Ailleurs et Demain no 147, 1994 ((en) The Turing Option, 1992)Écrit avec Marvin Minsky.

### SérieMonde de la mort
- Les Trois Solutions, 1969 ((en) Deathworld, 1960), trad. François André LourbetRéédité sous le titre Le Monde de la mort chez J'ai lu no 911, 1979
- Appsala, J'ai lu no 1150, 1981 ((en) Deathworld 2, 1964), trad. Iawa Tate
- Les Cavaliers barbares, 2006 ((en) Deathworld 3, 1968), trad. Frédéric Le Berre
- Le Vaisseau en sommeil, 2006 ((en) The Moothballed Spaceship[année fr=1973), trad. Frédéric Le Berre

Ces quatre romans sont regroupés dans Deathworld - L'intégrale du Monde de la mort, Bragelonne no 5  (ISBN 2-915549-69-9); réédité en 2014  (ISBN 978-2-35294-777-6). 

Seuls les deux premiers romans ont connu une édition individuelle.

### SérieBill le héros galactique
Seuls les deux premiers romans ont été traduits en français.
- Bill, le héros galactique, La Découverte, coll. Fictions no 2  (ISBN 2-7071-1547-9), 1985 ((en) Bill, the Galactic Hero, 1965)
- La Planète des esclaves-robots, Lefrancq Claude  (ISBN 2-87153-382-2), 1999 ((en) Bill the Galactic Hero: The Planet of the Robot Slaves, 1989)
- (en) Bill, the Galactic Hero on the Planet of Bottled Brains, 1990Écrit avec Robert Sheckley.
- (en) Bill, the Galactic Hero on the Planet of Tasteless Pleasure, 1991Écrit avec David Bischoff.
- (en) Bill, the Galactic Hero on the Planet of Zombie Vampires, 1991Écrit avec Jack C. Haldeman, II.
- (en) Bill, the Galactic Hero on the Planet of Ten Thousand Bars, 1991Écrit avec David Bischoff.
- (en) Bill, the Galactic Hero: The Final Incoherent Adventure, 1991Écrit avec David Haris.

### SérieLe Rat en acier inox
Seuls deux romans (sur les onze) ont été traduits en français . Le personnage récurrent s'appelle Jim l'Anguille. La série est connue en France sous le titre de Ratinox pour sa première traduction chez Jean-Claude Lattès, coll. Titres/SF puis renommé Le Rat en acier inox (plus proche du titre original The Stainless Steel Rat) chez J'ai lu.
- Ratinox, Jean-Claude Lattès, coll. Titres/SF no 48, 1981 ((en) The stainless steel rat, 1961)Réédité sous le titre Le Rat en acier inox J'ai lu no 3242, 1992
- Ratinox se venge, Jean-Claude Lattès, coll. Titres/SF no 59, 1982 ((en) The stainless steel rat's revenge, 1970)Réédité sous le titre Le Rat en acier inox se venge, J'ai lu no 3546, 1993

### Nouvelles
- Planète de survivance, 1964 ((en) Survival Planet, 1961)
- L’Ultime Rencontre, 1964 ((en) Final Encounter, 1964)
- Portrait de l’artiste par lui-même, 1965 ((en) Portrait of the Artist, 1964)
- La Quatrième Loi de la robotique, 1989 ((en) The Fourth Law of Robotics, 1989)